# Jewgeni Jurjewitsch Paschutin
Jewgeni Jurjewitsch Paschutin (russisch Евгений Юрьевич Пашутин; * 6. Februar 1969 in Sotschi, RSFSR) ist ein russischer Basketballtrainer und ehemaliger -nationalspieler. Paschutin war als Spieler bis auf ein Jahr in Israel nur für russische Vereine aktiv und gewann zum Abschluss seiner Spielerkarriere 2003 die russische Meisterschaft mit PBK ZSKA aus Moskau. Mit der russischen Nationalmannschaft wurde er als Spieler 1994 Vizeweltmeister und gewann bei der Europameisterschaft 1997 eine Bronzemedaille. Als Trainer wurde er mit den russischen Junioren 2005 und als Assistenztrainer bei den Herren 2007 Europameister, mit ZSKA Moskau gewann er als Cheftrainer 2010 das russische Double und die erste Austragung der VTB United League sowie mit UNICS aus Kasan 2011 und Lok Kuban aus Krasnodar 2013 den ULEB Eurocup. Seine Karriere ist eng verknüpft mit der seines fünf Jahre jüngeren Bruders Sachar Paschutin, mit dem er lange Zeit zusammengespielt hat und den er zwischen 2010 und 2012 bei UNICS selbst noch trainierte.

## Spielerkarriere

### Vereinskarriere (1988 bis 2003)
Mit Spartak aus Sankt Petersburg wurde Jewgeni Paschutin 1991 Vizemeister der Sowjetunion. Während sein fünf Jahre jüngerer Bruder, der gerade die ersten Einsätze in der ersten Mannschaft von Spartak absolviert hatte, bei diesem Verein blieb, wechselte er für die Spielzeit 1991/92 zu Impuls nach Krasnodar. 1993 fand das Brüderpaar bei Awtodor in Saratow wieder zusammen und gewann 1994 die Vizemeisterschaft hinter Serienmeister ZSKA. Jewgeni spielte dann in der Spielzeit 1994/95 für MBK Dynamo Moskau, mit denen er erneut Vizemeister wurde. Ab 1995 spielte man wieder zusammen bei Awtodor Saratow und gewann nach einem dritten Platz 1996 dreimal hintereinander die Vizemeisterschaft hinter Serienmeister ZSKA. In den europäischen Vereinswettbewerben schied man zumeist vorzeitig aus. 1998 erreichte man das Halbfinale im damaligen EuroCup, in dem man dem späteren Titelträger Žalgiris Kaunas unterlag. In der folgenden Spielzeit 1998/99 durfte man in der damaligen FIBA Europaliga starten, schied aber in der ersten Gruppenphase nach drei Siegen in sechzehn Spielen aus. 1999 trennten sich die Wege der beiden Brüder, als sie beide ins Ausland wechselten.
In der Spielzeit 1999/00 spielte Jewgeni Paschutin für Maccabi aus Raʿanana. Mit diesem Verein erreichte er in Israel zusammen mit unter anderem Kelly McCarty die Vizemeisterschaft hinter Serienmeister Maccabi Tel Aviv. Für die Spielzeit 2000/01 kehrte er nach Russland zurück und spielte für UNICS aus Kasan, mit denen er zweimal hinter Ural Great Perm erneut russischer Vizemeister wurde. In der Spielzeit 2002/03 wechselte Jewgeni zu ZSKA, wo bereits sein Bruder Sachar spielte, und beide gewannen ihre erste russische Meisterschaft, nachdem man Titelverteidiger Ural Great in der Finalserie bezwingen konnte. Während Jewgeni seine Spielerkarriere beendete, wurde Sachar für eine Spielzeit zum Finalverlierer Ural Great ausgeliehen.

### Nationalmannschaft (1993 bis 2002)
Bei der Basketball-Weltmeisterschaft 1994 wurde Jewgeni Paschutin erstmals in einem Endrundenkader der russischen Nationalmannschaft eingesetzt. In der Zwischenrunde verlor man ein Spiel gegen die erstmals bei einer Weltmeisterschaft mit NBA-Profis angetretenen Basketballnationalmannschaft der Vereinigten Staaten. Nach einem knappen Halbfinalsieg über Kroatien verlor man das Finalspiel gegen die US-Auswahl noch einmal deutlich und gewann die Silbermedaille. Paschutin bekam im Nationalmannschaftskader, der auf seinen Positionen mit Sergei Basarewitsch, Sergei Babkow und dem zwei Jahre jüngeren Wassili Karassjow, der seine Karriere auch bei Spartak Sankt Petersburg begonnen hatte, stark besetzt war, kaum Spielzeit und wurde nur in fünf von acht Turnierspielen eingesetzt. Bei der Basketball-Europameisterschaft 1995 reichte es vor der Platzierungsrunde nur zu zwei Kurzeinsätzen. Erst nachdem man die Qualifikation für die Olympischen Spiele 1996 verpasst hatte, wurden Paschutin beim abschließenden Sieg im Spiel um den siebten Platz gegen Frankreich 33 Minuten eingesetzt.
Bei der EM 1997 war erstmals auch sein Bruder Sachar mit im Kader vertreten. Nachdem man im Halbfinale Italien unterlegen war, gewann man die Bronzemedaille im Spiel um den dritten Platz gegen Griechenland, gegen die man in der Vorrunde noch verloren hatte. Jewgeni Paschutin bekam auch bei diesem Turnier nur begrenzt Einsatzzeit und war bei der folgenden WM 1998, bei der Russland erneut Silber gewann, nicht im Aufgebot vertreten. Bei der EM 1999 wurde Babkow nach der Vorrunde nicht mehr eingesetzt und Jewgeni war in den drei Spielen der Zwischenrunde mit mehr als 30 Minuten Einsatzzeit pro Spiel Stammspieler. Beim abschließenden Zwischenrundensieg über den bereits als Gruppensieger für die Finalrunde qualifizierten Titelverteidiger BR Jugoslawien (Serbien und Montenegro) verpasste Jewgeni mit 9 Punkten, 10 Assists und 4 Steals ein Double-Double nur knapp. Im Viertelfinale, in dem er nur noch wenige Minuten eingesetzt wurde, unterlag man Italien deutlich und erreichte nach einem Sieg in der Platzierungsrunde über Deutschland am Ende den sechsten Platz, was auch der letzte Qualifikationsplatz für die Olympischen Spiele war.
Unter dem neuen Nationaltrainer Stanislaw Jerjomin waren die Brüder Paschutin auch in den folgenden Endrundenkadern immer vertreten. Durch den schlechteren direkten Vergleich erreichte man in der Vorrundengruppe B bei den Olympischen Spielen 2000 nur den vierten Platz und schied nach einer Viertelfinalniederlage gegen die US-Auswahl, die als Titelverteidiger erneut die Goldmedaille gewannen, aus der Medaillenvergabe aus. Am Ende belegte man den achten Platz nach einer Niederlage in zweimaliger Verlängerung gegen Kanada. Bei der EM 2001 verlor man nach zwei überzeugenden Auftaktsiegen nur das letzte, eher bedeutungslose Vorrundenspiel gegen Italien sowie das Viertelfinale gegen den späteren Bronzemedaillengewinner Spanien. Nach zwei weiteren Siegen in der Platzierungsrunde erreichte man den fünften Platz und die Qualifikation für die WM 2002. Jewgeni Paschutin war jetzt mit über 30 Minuten Einsatzzeit bei beiden Turnieren der Starting Five-Point Guard in der Nationalmannschaft.
Bei der WM 2002 verlor man bereits in der Vorrunde gegen die Überraschungsmannschaft des Turniers und späteren Halbfinalisten Neuseeland sowie gegen den späteren Weltmeister Argentinien. In der Zwischenrunde folgten zwei weitere Niederlagen gegen Gastgeber Vereinigte Staaten und den späteren Bronzemedaillengewinner Deutschland. Jewgeni bekam vom scheidenden Trainer Jerjomin in den beiden eher bedeutungslosen Platzierungsspielen, die mit dem zehnten Platz endeten, noch einmal bedeutend Einsatzzeit und beendete seine Spielerkarriere nach der folgenden Spielzeit.

## Trainerkarriere

### Nachwuchs- und Assistenztrainer (2003 bis 2008)
Nach seiner Spielerkarriere wurde Jewgeni Paschutin im Jahre 2003 zunächst Nachwuchstrainer bei ZSKA und ab 2004 dann Assistent zunächst von Dušan Ivković und später von Ettore Messina bei der ersten Herrenmannschaft. Zudem übernahm er ab 2004 die russische Juniorennationalmannschaft und holte mit diesem Team 2005 den ersten Europameisterschaftstitel in dieser Altersklasse für Russland, so wie er es vor dem Turnier angekündigt hatte. Nach einem zehnten Platz bei der folgenden Austragung dieses Wettbewerbs gab er dieses Amt auf und wurde ebenso Trainerassistent der Herrennationalmannschaft unter dem neuen Nationaltrainer David Blatt, mit dem man etwas überraschend bei der EM 2007 den Titel für Russland gewann.
Im Verein ZSKA war sein Bruder Sachar nach dem Jahr in bei Ural Great in Perm 2004 in den Spielerkader von ZSKA zurückgekehrt und gemeinsam gewann man bis 2008 weiter alle russischen Meisterschaften, davon bis auf 2008 auch die russischen Pokalwettbewerbe. Nachdem man bereits 2003 gemeinsam als Spieler höchstrangigsten europäischen Vereinswettbewerb EuroLeague, der die FIBA Europaliga abgelöst hatte, einen vierten Platz erreichen konnte, wiederholte man diese Platzierung 2005. In der EuroLeague 2005/06 gewann man diesen Wettbewerb schließlich im Finale gegen Maccabi Tel Aviv erstmals seit dem Beginn der Organisation durch die ULEB und holte damit das Triple. 2007 verlor man als Titelverteidiger das Finale gegen Panathinaikos, während in der EuroLeague 2007/08 Finalgegner Maccabi Tel Aviv erneut besiegen konnte. Anschließend verließen beide Brüder ZSKA Moskau und gingen zurück zu Spartak Sankt Petersburg, wo sie ihre Karrieren begonnen hatten. Jewgeni Paschutin wurde Cheftrainer und Sachar setzte seine Karriere als Spieler bei Spartak fort.

### Vereinstrainer (seit 2008)
In der russischen Meisterschaft 2008/09 schied man mit Spartak Sankt Petersburg im Halbfinale gegen Vizemeister BK Chimki aus und Jewgeni Paschutin wurde Nachfolger von Ettore Messina bei ZSKA in der Saison 2009/10. Nach drei Niederlagen in drei Spielen der Zwischenrunde gewann man ohne Niederlagen in den Play-offs erneut die russische Meisterschaft sowie den russischen Pokalwettbewerb. Auch die erste reguläre Austragung der osteuropäischen VTB United League gewann man überlegen nach nur einer Vorrundenniederlage bei Žalgiris Kaunas im Finalspiel gegen UNICS Kasan. In der EuroLeague 2009/10 wurde man jedoch nur Dritter nach einem knappen Verlängerungssieg gegen KK Partizan Belgrad, deren Trainer Duško Vujošević Nachfolger von Paschutin bei ZSKA wurde. Paschutin hingegen wechselte als Trainer zum VTB-Finalgegner UNICS Kasan, für den er bereits als Spieler von 2000 bis 2002 aktiv war.
Sein Bruder Sachar folgte Jewgeni Paschutin 2010 als Spieler zu UNICS Kasan und gemeinsam gewann man die Hauptrunde der neu gegründeten höchsten russischen Spielklasse Professionalnaja Basketbolnaja Liga, schied dann aber in der Play-off-Halbfinalserie knapp gegen Vizemeister BK Chimki aus. Im zweitwichtigsten europäischen Vereinswettbewerb Eurocup 2010/11 war man jedoch siegreich und Jewgeni Paschutin feierte seinen ersten Titelgewinn als Cheftrainer in einem kontinentalen Vereinswettbewerb. Durch den Sieg im Eurocup startete der Verein in der EuroLeague 2011/12. Obwohl fünf Jahre zuvor noch selbst Juniorennationaltrainer, hatte er seinem Kader für die Europaligaspielzeit mit seinem Bruder, Kelly McCarty, Alexei Sawrasenko und Pjotr Samoilenko eine Reihe von Mittdreißigern versammelt, mit denen er in seiner Zeit als Spieler in Verein oder Nationalmannschaft noch selbst zusammengespielt hatte. Trotzdem erreichte man auf Anhieb die Viertelfinal-Play-offs gegen den spanischen Meister Regal FC Barcelona, die aber in drei Spielen verloren gingen. In der VTB United League 2011/12 erreichte man nach dem Gruppensieg das Finale, das gegen den anderen Gruppensieger ZSKA Moskau verloren ging. In der russischen Meisterschaft erreichte man jedoch in der PBL 2011/12 nach einer schwachen Hauptrunde nur die Platzierungsrunde, wo man sich noch den fünften Platz erkämpfen konnte. Anschließend wechselte Paschutin für die darauffolgende Spielzeit zu Lokomotive Kuban nach Krasnodar. Mit diesem Verein gewann er den Eurocup 2012/13 und damit seinen zweiten Titel in diesem Wettbewerb, der gleichzeitig die Qualifikation für die EuroLeague 2013/14 bedeutete. Zum Ende der Saison 2013/14 wurde der Vertrag mit Paschutin in Krasnodar nicht verlängert und er übernahm als Trainer die russische Basketballnationalmannschaft. Im November 2014 wurde er von seinem alten Klub UNICS Kazan wieder verpflichtet.

## Erfolge

### Als Spieler
- Silbermedaillengewinner WM 1994
- Bronzemedaillengewinner EM 1997
- Meister Russland 2003

### Als Trainer
- Sieger Eurocup 2011, 2013
- Meister Russland 2010
- Sieger VTB United League 2010